# Músculs intertranversals
Els músculs intertranversals (musculi intertransversarii) són uns petits músculs situats entre les apòfisis transverses de les vèrtebres. Es classifiquen en tres grups segons la seva situació: els músculs intertranversals cervicals, els intertranversals dorsals i els intertranversals lumbars.
- Músculs intertranversals cervicals. Es troben a la regió cervical i estan ben desenvolupats. Són uns fascicles musculars i tendinosos arrodonits, que estan distribuïts en parells. Estan situats entre la part anterior i en els tubercles posteriors de les apòfisis transversals de dues vèrtebres contigües, i separades una de l'altra per una divisió primària del nervi del coll uterí, que se situa en la ranura que hi ha entre ells. Els músculs que connecten els tubercles anteriors s'anomenen músculs intertranversals anteriors; els que connecten els tubercles posteriors, músculs intertranversals posteriors. Tots dos conjunts són innervats per les divisions anteriors dels nervis espinals. Hi ha set parells d'aquests músculs: el primer parell està situat entre l'atles i l'axis, i l'últim parell entre la setena vèrtebra cervical (C7) i la primera dorsal (D1).

- Músculs intertranversals dorsals. Es troben a la regió toràcica i estan situats entre les apòfisis transverses de les tres vèrtebres dorsals inferiors (D10-D12), i entre les apòfisis transversals de l'última vèrtebra dorsal (D12) i la primera vèrtebra lumbar (L1).

- Músculs intertranversals lumbars. Es troben a la regió lumbar i estan disposades en parells, a cada costat de la columna vertebral. Hi ha dos grups:

- Músculs intertranversals laterals, que són els que ocupen tot l'espai intermedi entre les apòfisis transverses de les vèrtebres lumbars. Aquests músculs estan innervats per les branques anteriors dels nervis espinals.
- Músculs intertranversals medials, que connecten l'apòfisi accessòria (tubercle accessori) d'una vèrtebra lumbar a l'apòfisi mamil·lar (tubercle mamil·lar) de les vèrtebra inferior. Aquests músculs estan innervats per les branques posteriors dels nervis espinals.

El músculs intertranversals estan innervats principalment per les branques anteriors dels nervis espinals; però, en part, també ho estan per les branques posteriors.